# Е (паровоз, Николаевская железная дорога)
Е — российский паровоз типа 0-4-0 — первый паровоз такого типа на железных дорогах Российской империи.

## История
Вскоре после ввода в эксплуатацию Петербурго-Московской (Николаевской) железной дороги на ней начали расти грузовые перевозки, что влекло за собой и увеличение движения товарных (грузовых) поездов. Чтобы справиться с таким товарооборотом требовалось увеличить вес поездов, но этому мешало «бутылочное горлышко» магистрали — Веребьинский мост на Вишерском участке, который имел уклон в 7,8 ‰. Для решения этой проблемы требовалось на данном участке либо применять двойную тягу паровозами серии Г типа 0-3-0, либо вводить в эксплуатацию более тяжёлые паровозы.
По указанию Управления дороги, находящийся в Санкт-Петербурге Александровский завод спроектировал и в 1858—1859 годы построил 16 двухцилиндровых паровозов типа 0-4-0 со сцепным весом около 42 тонн (у паровозов серии Г сцепной вес составлял 34 тонны). Стоит отметить, что это были первые паровозы с четырьмя движущими колёсными парами на железных дорогах Российской империи, тогда как в Бельгии, Германии и Англии локомотивы типа 0-4-0 появились только в 1879, 1882 и 1889 годах соответственно.
Паровозы получили обозначение серии Е и номера 167—182, после чего поступили на Николаевскую железную дорогу, где показали хорошие качества. Например, на Вишерском участке они могли работать одиночной тягой, в том числе и на Веребьинском мосту, а на других участках, где подъёмы были не более 6 ‰, удалось повысить вес поездов. Успешная эксплуатация данных локомотивов привела к тому, что завод внеся в первоначальный проект ряд изменений позже выпустил партию паровозов, которым присвоил серию Ж.
В 1879—1883 годах восемь паровозов серии Е были переделаны в серию Ж путём замены паровых котлов, а позже на них заменили рамы, цилиндры, дышла, колёса и арматуру; на переделанных паровозах длина дымогарных труб составляла 4578 мм. Остальные восемь паровозов серии Е в 1889—1892 годах подверглись аналогичной переделке. В 1900 году номера локомотивов были изменены на 711—726. На основной линии эти паровозы проработали примерно 30 — 40 лет.